# Oxytropis karavaevii
Oxytropis karavaevii är en ärtväxtart som beskrevs av Boris Alexandrovich Jurtzev. Oxytropis karavaevii ingår i släktet klovedlar, och familjen ärtväxter. Inga underarter finns listade i Catalogue of Life.